# IC 4341
IC 4341 — компактная спиральная галактика типа Sс в созвездии Гончие Псы. Поверхностная яркость — 13,2 mag/arcmin². Этот объект входит в число перечисленных в оригинальной редакции «Нового общего каталога».